# Enekbatus clavifolius
Enekbatus clavifolius är en myrtenväxtart som först beskrevs av Spencer Le Marchant Moore, och fick sitt nu gällande namn av Malcolm Eric Trudgen och Barbara Lynette Rye. Enekbatus clavifolius ingår i släktet Enekbatus och familjen myrtenväxter. Inga underarter finns listade i Catalogue of Life.